# Vlag van Zuid-Soedan
De vlag van Zuid-Soedan werd aangenomen op 9 juli 2005, na het Akkoord van Naivasha, die de Tweede Soedanese Burgeroorlog beëindigde. Voorheen was de vlag in gebruik bij de Soedanese Volksbevrijdingsbeweging. Precies zes jaar later werd Zuid-Soedan onder deze vlag een onafhankelijke staat.
De vlag vertoont overeenkomsten met de vlaggen van Soedan en Kenia. De vlag heeft hetzelfde zwart, wit, rood en groen als de Soedanese vlag (hoewel de symboliek van de kleuren verschilt) en heeft een chevron langs de hijs. De horizontale, zwarte, witte, rode en groene banden van de vlag hebben hetzelfde ontwerp als de Keniaanse vlag en de Pan-Afrikaanse symboliek ervan. Een ander verschil tussen de vlaggen van Soedan en Zuid-Soedan is dat er een gele ster in de blauwe driehoek staat (zoals in de vlag van Belgisch-Congo), die de eenheid van Zuid-Soedan voorstelt.
De vlag is nog steeds omstreden over de vraag of de ster iets naar rechts is gekanteld of dat hij vanaf 2024 rechtop staat. De vaste en getitelde sterren werden beide gebruikt op de begrafenis van John Garang in 2005. Beide ontwerpen worden vaak gebruikt en het lichtblauw heeft ook ontwerpen met respectievelijk getitelde sterren en vaste sterren.

## Symboliek en representatie
De Zuid-Soedanese regering geeft aan dat de kleuren van de vlag er zijn om deze beschrijvingen van Zuid-Soedan weer te geven:
- Zwart: Vertegenwoordigt de bevolking van Zuid-Soedan.
- Rood: Vertegenwoordigt het bloed dat werd vergoten voor de onafhankelijkheid van het land.
- Groen: Vertegenwoordigt de landbouw, de natuurlijke rijkdom, het land en de vooruitgang van het land.
- Wit: Vertegenwoordigt vrede.
- Blauw: Vertegenwoordigt het water van de Nijl, een bron van leven.
- Geel: Vertegenwoordigt eenheid (van de staten), hoop en vastberadenheid voor alle mensen.

## Kleurenschema
| Kleurenschema | Blauw      | Geel       | Zwart     | Rood           | Groen      | Wit         |         |
| ------------- | ---------- | ---------- | --------- | -------------- | ---------- | ----------- | ------- |
| Kleurenschema | CMYK       | 68-18-0-14 | 0-11-99-1 | 100-100-100-99 | 0-95-91-14 | 99-0-68-45  | 0-0-0-0 |
| HEX           | #45B4DB    | #FCDE02    | #000000   | #DB0A13        | #018A2C    | #FFFFFF     |         |
| RGB           | 69-180-219 | 252-222-2  | 0-0-0     | 219-10-19      | 1-138-44   | 255-255-255 |         |

De vlag met een diepblauwe driehoek wordt vaak gebruikt. Op 25 augustus 2023, bracht de media-autoriteit van het land een advies uit waarin het gebruik van een dergelijke variant van deze vlag wordt ontmoedigd. Het is illegaal in Zuid-Soedan om een onjuiste reproductie van de vlag te verspreiden.

## Geschiedenis
Toen Soedan in 1956 onafhankelijk werd, hadden de overwegend christelijke en joodse inwoners van het zuiden van het land geen regionale symbolen, terwijl het al dominante islamitische noorden islamitische symbolen op de nationale vlag liet zien. Vóór de onafhankelijkheid had de Britse regering gezorgd voor passende lokale symbolen voor de regio's in Soedan, maar de nieuwe regering in onafhankelijk Soedan had zich verzet tegen het gebruik van deze symbolen omdat het contraproductief zou zijn voor het bevorderen van de nationale eenheid.
Vanaf het begin voelden de Zuid-Soedanezen zich gediscrimineerd door het islamitische noorden. De zuiderlingen vochten de Tweede Soedanese Burgeroorlog uit om hun onafhankelijkheid te verkrijgen, gevolgd door een vredesakkoord in 2005 dat een referendum over onafhankelijkheid in het zuiden inhield. Het referendum werd in 2011 met overweldigende steun goedgekeurd en Zuid-Soedan werd op 9 juli officieel onafhankelijk. In de jaren 90, tijdens hun strijd met het noorden, hadden de Zuid-Soedanezen een onafhankelijkheidsvlag gemaakt, die de nieuwe nationale vlag zou worden. De vlag werd ontworpen door Samuel Ajak, een kunstenaar en brigadegeneraal van het Soedanese Volksbevrijdingsleger onder revolutionair leider John Garang.

## Historische vlaggen

### Zuid-Soedan als onderdeel van Anglo-Egyptisch Soedan

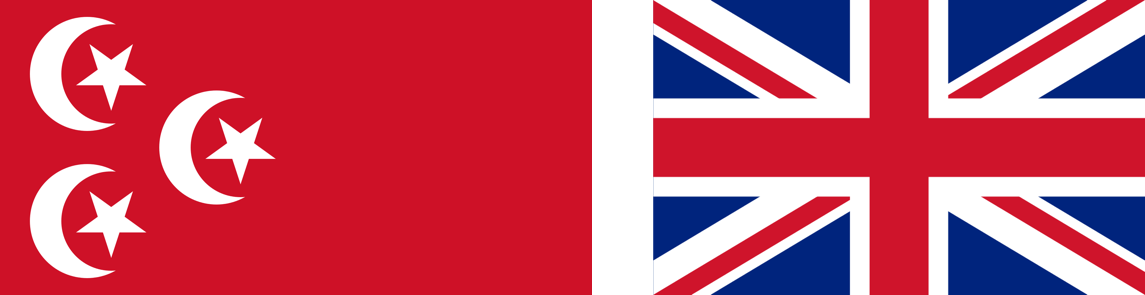
Vlaggen gebruikt in Anglo-Egyptisch Soedan (1914-1922)
Vlaggen gebruikt in Anglo-Egyptisch Soedan (1922-1956)
Voorlopige vlag van Soedan gebruikt tijdens de Bandungconferentie (april 1955).

### Zuid-Soedan als deel van de Republiek Soedan

Nationale vlag van Soedan gebruikt in Zuid-Soedan (1956-1970)
Nationale vlag van Soedan gebruikt in Zuid-Soedan (1970-2011)

### Zuid-Soedan als de onafhankelijke Republiek Zuid-Sudan

? Vlag van Zuid-Soedan (2011-2023), met donkerblauwe driehoek.
? Vlag van Zuid-Soedan (2011-2023), met donkerblauwe driehoek en gekantelde ster.